# 雙斑絲鰭鷹鯛
雙斑絲鰭鷹鯛（学名：Amblycirrhitus bimacula），又名雙斑鈍䱵、雙斑格、格仔，为䱵科鈍䱵屬下的一个种。